# ヤングコミック
『ヤングコミック』は、少年画報社が発行する日本の月刊漫画雑誌。
現行の『ヤングコミック』は1990年8月に創刊された。毎月10日発売。略称はYC。

## 概要
同社刊の『ヤングコミック』には、1967年から1982年にかけて発行された劇画雑誌と、1990年から現在まで発行されている成人向け漫画雑誌（非指定）との、ふたつの雑誌が存在する。本項ではこの両者を便宜上同一線上の雑誌として解説する。
1967年8月に月刊誌として創刊された『ヤングコミック』は、1968年2月から月2回刊に変更され、1969年からは上村一夫が長く表紙イラストを担当していた。
小学館『ビッグコミック』、双葉社『漫画アクション』、秋田書店『プレイコミック』と並ぶ硬派な青年漫画雑誌で、初期は後塵を拝していたが、小池一夫・神田たけ志『御用牙』のヒットで軌道に乗る。宮谷一彦、真崎守、石井隆など、特に先鋭的な劇画を掲載することで知られていたが、1980年代に入ると部数が低迷し、1982年2月、一時休刊した。新人漫画家の発掘に積極的で、かわぐちかいじ、ほんまりう、いしかわじゅん、松森正、末永史、谷口ジロー、神江里見、勝川克志などを世に出した。
同年4月にリニューアル創刊されたが、1983年1月、4コマ漫画誌『まんが4DK』に改題。これも1987年に休刊し、その後、1990年に同じ誌名で成年向け漫画雑誌として新創刊された。このため、厳密に言うと、現行の『ヤングコミック』は創刊時との連続性はなく、雑誌の通巻も途中でリセットされている。
この『ヤングコミック』も何度かリニューアルが行われており、2013年4月10日発売の5月号をもって掲載作品のほとんどが連載を終了し、翌5月10日発売の6月号より「童貞」をメインテーマとした『ヤングコミックチェリー』として新装刊された。その後、8月10日発売の9月号から誌名ロゴの「チェリー」の文字がごく小さくなる変化（6月号-8月号と9月号-12月号でデザインが違う）を経て、12月10日発売の2014年1月号にて誌名から「チェリー」が外され『ヤングコミック』に戻り、ロゴも新デザインに変更。誌名変更は7ヶ月のみの短期間に終わった。

## 単行本レーベル
1990年頃の最初期にはヒットコミックスより刊行され、後にヤングキングコミックスより刊行されていた。2003年頃より専用レーベルの「ヤングコミック コミックス（YCコミックス）」より刊行されていたが、『ヤングコミックチェリー』へリニューアル直後の2013年6月を最後に刊行を停止している。なお、『5時から本番!』・『誘う妹』・『ナカ良くシテね』が、現時点までの同レーベルの最新刊である。
2014年以降は、同社の青年雑誌『ヤングキング』系列の総合レーベル「ヤングキングコミックス（YKコミックス）」より刊行されており、2013年12月9日発売の『あまあま＊パフュメ』が“『ヤングコミック』掲載「ヤングキングコミックス」レーベル刊行”の初回作品となる。ただし『ヤングコミック』掲載作品でも、『ヤングキング』より移籍の『パピィラバーズ』、『月刊ヤングキング』より移籍の『ハッピーネガティブマリッジ』などは、継続して「ヤングキングコミックス」より刊行されているためこの限りにない。
このほかに、廉価版レーベルとして「ヤングコミック コミックス ベスト（YCベスト）」がある。同レーベルについてもYCコミックス同様に刊行を停止している。なお、現時点までの同レーベルの最新刊は、2013年8月に刊行された『新Oh!透明人間』上下巻となっている（同作は日本ジャーナル出版『週刊実話』掲載作であり、実写化作品『Oh!透明人間 インビジブルガール登場!?』連動企画として刊行された）。

## 歴史
- 1967年 - 8月に月刊誌『ヤングコミック』として創刊[1]。創刊編集長は橘賢。創刊号の表紙は「あっかんべーをしている女性」だった。当初は成人向けではなく青年向けの漫画雑誌として創刊されたが、売れ行き不振のため創刊9ヶ月目に桑村誠二郎が新編集長となって以降、大きく部数を伸ばした[18]。
- 1968年 - 2月に月2回刊に変更[1]。小池一夫・神田たけ志による『御用牙』の連載が始まった頃から大きく売り上げが伸び始め、1971年の新年号では、発行部数が創刊以来初の20万部に達した[18]。
- 1975年 - 編集長が桑村誠二郎から多田三郎に交代する[18]。
- 1982年 - 2月10日号で休刊が発表される。同年4月、大塚章を編集長に迎え部数15万部で新創刊。その後、刊行ペースが隔週刊→月2回刊→月刊→隔週刊と変更され、編集長が大塚章→多田三郎（元編集長）→大塚章と変更されるなど、目まぐるしく改変を続けるも売り上げは伸びなかった[18]。
- 1983年 - 1983年1月12日号から誌名を『まんが4DKヤングコミック』へと変更し、巻号は継続して4コマ漫画誌としてリニューアル[18]。
- 1987年 - 売れ行き不振により10月に『まんが4DKヤングコミック』の休刊が発表された[18]。
- 1990年 - 巻号をリセットして8月に月刊誌『ヤングコミック』として2度目の再創刊（新創刊）[1]。
- 2013年 - 5月に誌名を『ヤングコミックチェリー』へと変更してリニューアル（同年6月号）。同年12月（2014年1月号）にて誌名を再変更し『ヤングコミック』へと戻る。
- 2017年 - 5月（同年6月号）よりグラビア「倉持由香のモティズム!」開始（同年8月号まで）。

## 現在の連載作品
2025年9月号現在。
- イケナイ菜々子さん（あさぎ龍）：2017年4月号 -
- 見たいもの見せましょう（たまはがね）：2019年5月号 -
- はかりしれない計子さん（大沢ういち）：2021年4月号 -
- 31歳地味眼鏡OLさん（新居さとし）：2021年12月号 -
- 百雌繚乱 俺のアソコを狙う百人のメス（実倉なる）：2023年6月号 -
- 幼なじみはいつも先走る（ウシハシル）：2024年5月号 -
- 隠キャ彼女185センチはイタシたい（友永ケンジ）：2024年6月号 - 2025年4月号 ※タイトルを変更して連載化[19]
  - 陰キャ彼女185センチはミダレたい（友永ケンジ）：2025年6月号 - ※上記のタイトルを変更した新章[20]
- 元カノたちとヤReなおし!?（東雲龍）：2024年6月号 -
- 滲み込む隣人（zen9）：2024年10月号 -
- フカき海よりサメザメと（RAYMON）：2024年11月号 -
- まゆりさんのいる銭湯（ジェームスほたて）：2024年11月号 - ※移籍[21]
- こんな治療はございません〜セックスセラピスト溝脇八重のカルテ〜（オダマまくまく）：2024年12月号 -
- だらしのない姉（ぷらぱ）：2024年12月号 -
- ふうふよきかな〜夫婦善哉〜（佐野タカシ）：2025年2月号 -
- 淫れる森の魔女（蛇光院三郎）：2025年2月号 -
- 触手♥彼氏（さんりようこ）：2025年3月号 -
- 元ヤンOL成田なるみはサービス残業上等らしい（速野悠二）：2025年4月号 -
- 一撃必殺！くノ一ももねのたわわ忍法帖（清水ひかつ）：2025年5月号 -
- 恋愛体位48（こうきくう）：2025年5月号 -
- 揺りカゴからメイドまで（ももずみ純）：2025年6月号 -
- まともにできないわたしたち（羽鳥まりえ）：2025年8月号 -

## 過去の連載作品

### 1967年から1984年まで
以下は劇画誌時代の掲載作。1967年の創刊から、1982年の一時休刊をはさみ、1984年の実質的休刊（4コマ漫画誌『まんが4DK』へのリニューアル）までの作品。
- 狂い犬シリーズ（M・ハスラー）：1968年6月11日号 - 1970年9月23日号
- 大江戸浮世絵異聞・アモン（上村一夫）：1968年11月12日号 - 1969年12月23日号
- 連作/はみだし野郎の子守唄（真崎守）：1969年7月8日号 - 1970年5月27日号（全18回）
- くの一異聞（上村一夫）：1970年1月13日号 - 8月12日号
- 連作/はみだし野郎の挽歌（真崎守）：1970年7月8日号 - 12月23日号（全13回）
- 御用牙（原作：小池一夫、作画：神田たけ志）：1970年10月 - 1976年12月
- PUSSY CAT（M・ハスラー）：1970年10月14日号 - 12月9日号
- 怨獄紅（上村一夫）：1970年12月9日号 - 1971年12月8日号
- Pマン野郎（M・ハスラー）：1971年1月13日号 - 6月23日号
- 連作/死春記（真崎守）：1971年1月27日号 - 6月23日号（全6回）
- 連作/ながれ者の系譜 股旅篇（真崎守）：1971年8月11日号 - 11月10日号
- 初恋物語（青柳裕介）：1971年10月27日号 - 1972年6月28日号
- けんか葉隠（原作：宮田雪、作画：かわぐちかいじ）：1971年11月24日号 - 1972年4月12日号
- 連作/ながれ者の系譜 地獄狼篇（真崎守）：1972年1月12日号 - 3月22日号
- おんな昆虫記（上村一夫）：1972年1月12日号 - 6月14日号
- 苦い旋律（上村一夫）：1972年7月12日号 - 1973年1月24日号
- 怨念（青柳裕介）：1972年8月9日号 - 12月13日号
- 黒い太陽（かわぐちかいじ）：1972年10月 - 1974年10月
- ヒモ（原作：小池一夫、作画：神江里見）：1973年1月号 - 6月号
- しなの川（上村一夫）：1973年2月14日号 - 1974年4月10日号
- 戯れ男（藤子不二雄Ⓐ）：1973年5月9日号 - 11月14日号
- 夢師アリス（上村一夫）：1974年5月8日号 - 12月11日号
- 醜聞交響楽（上村一夫）：1975年1月8日号 - 4月23日号
- 軍靴の響き（原作：半村良、作画：かわぐちかいじ）：1975年2月号 - 10月号
- 青春横丁（上村一夫）：1975年5月14日号 - 1976年9月8日号
- 関東平野（上村一夫）：1976年10月13日号 - 1978年8月23日号
- 夜叉神峠（原作：小池一夫、作画：政岡としや）：1977年1月 - 1978年6月
- 天使のはらわた（石井隆）：1977年7月 - 1979年3月14日号
- マッド・ドッグ 狂い犬リターンズ（M・ハスラー）：1977年11月21日号
- リングの薔薇（望月三起也）：1978年7月12日号 - 1979年1月10日号（全4回）
- IRON HORSE（望月三起也）：1979年8月8日号 - 8月22日号（全2回）
- 二都物語（上村一夫）：1979年10月10日号 - 1980年9月24日号
- 捨身の男（原作：小池一夫、作画：坂本瓢作）：1980年6月 - 1981年1月
- ひょうたん（上村一夫）：1981年1月14日号 - 7月22日号
- メス猫（原作：あかね胡茄、作画：川崎三枝子）：1981年 - 1982年
- 蛮族警察（原作：セルジオ関、作画：かわぐちかいじ）：1982年9月 - 11月

### 1990年の新創刊後

#### 1990年から1999年まで
- ちょっとだけよ（山田こうすけ）
- 早くちょうだい!!（坂本しゅうじ）
- クライマックス（原作 武田正敏、作画 土山しげる）

#### 2000年から2009年まで
以下は2000年1月号から2009年12月号までに開始された作品。
- OL診療所（かわもりみさき）：2001年10月号 - 2002年11月号
- ファミレス戦士プリン（ひのき一志）：2001年12月号 - 2005年8月号
- P-nuts（永野あかね）：2002年3月号 - 2003年3月号
- 乙女画報（タナカ☆コージ）：2002年6月号 - 2003年2月号
- パチンコ&パチスロコミック ドンキホーテの千両箱（谷村ひとし）：2002年10月号 - 2007年9月号
- ギリギリズム（大見武士）：2002年12月号 - 2003年8月号
- 怪盗ブルマー（北河トウタ）：2003年1月号 - 同年9月号
- 変わるわよッ☆（葉月京）：2003年3月号 - 2007年12月号
- モモ色 ♡クリニック（ジェームスほたて）：2003年10月号 - 2006年1月号
- 下町マドンナ食堂（中田ゆみ）：2003年11月号 - 2007年2月号
- OL生態図鑑（THE SEIJI）：2003年12月号 - 2005年2月号 ※隔月掲載
- 男の満天星（ポン貴花田）：2004年1月号 - 2004年5月号
- 絶頂!!パワフル女子寮（堀博昭）：2004年6月号 - 2005年1月号
- かえってくるひと（ポン貴花田）：2004年7月号 - 2005年3月号
- 恋星（夕凪薫）：2004年7月号 - 2007年6月号
- 恋する花々（佐野タカシ）：2005年1月号 - 2006年2月号
- E-コミュニケーション（えむあ）：2005年3月号 - 2005年6月号
- ツンデレラ（荻野眞弓）：2005年7月号 - 2007年2月号
- ゲームしようよ♥（RAYMON）：2006年2月 - 2007年1月号
- 童貞志願（麻生我等）：2006年3月号 - 同年12月号
- サニーサイドアップ♥（ジェームスほたて）：2006年4月号 - 2007年7月号
- ランパラ!（佐野タカシ）：2006年5月号 - 2008年4月号
- ろーぷれ 〜ぬめりの中の小宇宙〜（大見武士）：2007年6月号 - 同年11月号
- 課長透明社員（山田こうすけ）：2006年7月号 - 2007年12月号
- 天使のマシュマロ（ポン貴花田）：2006年10月号 - 2010年8月号
- THE SEX FILES -ニッポン秘宝譚-（前川☆工房）：2006年11月号 - 2007年2月号 ※短期集中連載
- 不純異性交遊（中村卯月）：2006年12月号 - 2008年11月号
- 苺の花嫁（水島空彦）：2007年1月号 - 2007年10月号
- ブラックナース摩耶（らっこ）：2007年2月号 - 2007年4月号 ※短期集中連載
- エロ漫の星（金平守人）：2007年3月号 - 2010年9月号
- ポエポエ♥（堀博昭）：2007年4月号 - 2007年6月号 ※短期集中連載
- ろーてく 〜輝くぬめりの宇宙へ〜（大見武士）：2007年5月号 - 同年11月号
- 社則違反（RAYMON）：2007年6月号 - 2007年2月号 ※短期集中連載
- 大正ヲトメ花壇（陸乃家鴨）：2007年6月号 - 2007年9月号
- 小麦色キス（夕凪薫）：2007年11月号 - 2009年1月号
- 天然バラエティーCH（睦月のぞみ）：2007年10月号 - 2008年10月号
- オモチャのお姫様（ジェームスほたて）：2007年11月号 - 2009年11月号
- 未確認 幼なじみ（陸乃家鴨）：2007年12月号 - 2009年2月号
- 人妻生態図鑑（THE SEIJI）：2008年1月号 - 2009年7月号 ※不定期掲載（全6話）
- SWEET SKETCH（北河トウタ）：2008年1月号 - 2009年12月号
- 歓迎! 未亡人横丁（えむあ）：2008年2月号 - 2008年9月号
- おねがい♥アンナ先生（松山せいじ）：2008年3月号 - 同年10月号
- ろーまじ 〜我が征くはぬめりの大海〜（大見武士）：2008年4月号 - 同年12月号
- 華名+1 -カナプラスワン-（池上竜矢）：2008年5月号 - 2008年8月号
- SWITCH -スイッチ-（堀博昭）：2008年5月号 - 2008年8月号 ※短期集中連載
- パーペキ! お姉さん（永野あかね）：2008年5月 - 2010年9月号
- ワケあり♥（RAYMON）：2008年8月号 - 同年11月号、2009年3月号 - 同年6月号 ※短期集中連載
- 女子♀の心得!（岸里さとし）：2008年11月号 - 2009年1月号
- 日々是…（かがみふみを）：2008年11月号 - 2010年1月号
- 妹♥だ〜りん（堀博昭）：2008年11月号 - 2009年10月号
- 天使庁運命局恋愛課 運命のヒト（すずきみら）：2008年12月号 - 2009年3月号
- 派遣サンタ ユリカ（bee）：2008年12月号 - 2009年1月号
- おねがい♥アンナ先生P（松山せいじ）：2008年12月号 - 2009年9月号
- 大歓迎! 未亡人横丁（えむあ）：2009年1月号 - 2009年8月号
- かてきょ!（佐野タカシ）：2009年1月号 - 2009年4月号
- 神無日の巫女（中村卯月）：2009年2月号 - 2010年5月号
- 殿サマの七本槍（十神真）：2009年3月号 - 2010年3月号
- 月刊 哀川編集長（大見武士）：2009年4月号 - 2013年2月号
- 恋星（夕凪薫）：2009年3月号 - 2010年5月号
- 虹色デイズ（内々けやき）：2009年6月号 - 2010年5月号
- DNA×AND（おおとりりゅうじ）：2009年8月 - 同年11月号
- センセイのエプロン（りゅうき夕海）：2009年9月号 - 2010年6月号
- ニュースのお時間（RAYMON）：2009年11月号 - 2010年2月号（外伝2話：2010年7月号、同年8月号）
- 恋人8号（オジロマコト）：2009年11月号 - 2010年6月号
- 水着120%（雪城よし）：2009年12月号 - ※隔月連載だったが2010年10月号を最後に休載

#### 2010年から2013年までの『ヤングコミック』
以下は2010年1月号から2013年5月号までに開始された作品。
- 団地妻さんのしあわせ（ジェームスほたて）：2010年1月号 - 2010年1月号
- かてきょん!（佐野タカシ）：2010年1月号 - 2010年8月号
- はかない!（えむあ）：2010年2月号 - 2011年7月号
- 正しい魔術の遊び方（八尋ぽち）：2010年2月号 - 2011年8月号
- 百武さんちの静さん（堀博昭）：2010年3月号 - 2010年10月号
- だいすきっ（月石）：2010年4月号 - 2011年3月号
- 妖あわわ -乙女妖怪艶譚-（赤城シンデン）：2010年5月号 - 2010年11月号
- 愛恋千鳥（ジェームスほたて）：2010年5月号 - 2011年8月号
- 僕がナースになった理由（ムサシマル）：2010年7月号 - 2011年2月号
- 恋する代紋 -修羅椿乱れ華-（炭山文平）：2010年9月号 - 2011年3月号
- 出戻り姫とニート王子（陸乃家鴨）：2010年9月号、2011年2月号 - 2011年5月号
- 薔薇西洋館（中村卯月）：2010年9月号 - 2011年12月号
- かてきゅん♥（佐野タカシ）：2010年10月号 - 2011年5月号
- THE SEX FILES -2nd Season-（前川☆工房）：2010年11月号 - 2011年1月号 ※短期集中連載
- 童貞女子!!（渡辺電機(株)）：2010年11月号 - 2012年5月号
- 大泉さんといっしょ!（かすみりょう）：2011年3月号、2011年7月号、2011年11月号
- おムコの秘書サマ（苺野しずく）：2011年3月号 - 2011年6月号
- 迎撃商店街（堀博昭）：2011年3月号 - 2012年9月号
- 鉄板OL千賀さん（市原和真）：2011年4月号 - 2011年7月号、2012年1月号 - 2012年3月号 ※短期集中連載
- 小悪魔たちがみてた!（昭嶋しゅん）：2011年4月号 - 2011年8月号
- ネトリ×ネトラレ（ポン貴花田）：2011年6月号 - 2012年4月号
- はるか スーツアクト!（宗我部としのり）：2011年7月号 - 2012年2月号
- ナース小雪（眼帯ペンギン）：2011年8月号 - 2012年5月号
- 純情 うさぎ屋酒場（佐野タカシ）：2011年8月号 - 2012年12月号
- ミルクティー スキャンダル（Nagy）：2011年9月号 - 2012年7月号 ※隔月連載
- 新妻のそだて方（ジェームスほたて）：2011年11月号 - 2013年5月号
- なでしこ♥すいむ（東雲龍）：2012年2月号 - 2012年8月号
- ひめくり（糸杉柾宏）：2011年10月号 - 2012年8月号
- 唯我独尊 天堂さん!（中村卯月）：2012年3月号 - 2013年5月号
- 戯姉弟（陸乃家鴨）：2012年4月号 - 2012年11月号
- えりこクン、お茶!!（さんりようこ）：2012年4月号 - 2013年5月号
- キミと未来と変態と（稚名はなび）：2012年7月号 - 2012年11月号
- 少女八景（水島空彦）：2012年9月号 - 2012年12月
- ごーるでん ぱんてぃ（騎嶺わさも）：2012年9月号 - 2013年4月号
- あまあま＊パフュメ（久遠ミチヨシ）：2012年9月号 - 2013年8月号 ※『ヤングコミックチェリー』まで継続
- ハッピーネガティブマリッジ（甘詰留太）：2013年5月号 - 2014年5月号 ※『月刊ヤングキング』から移籍[22] ※『ヤングコミックチェリー』→『ヤングコミック』まで継続
- パピィラバーズ（甘詰留太）：2013年5月号 - 2014年6月号 ※『ヤングキング』から移籍[22] ※『ヤングコミックチェリー』→『ヤングコミック』まで継続

#### 2013年の『ヤングコミックチェリー』
以下は2013年6月号から2013年12月号までの『ヤングコミックチェリー』にて開始された作品。
- 俺とロボ美の7日間（ジェームスほたて）：2013年6月号 - 2013年8月号
- ハナムラさんじゅっさい+（ハナムラ）：2013年6月号 - 2013年8月号
- FET（喜国雅彦）：2013年6月号 - 2013年9月号
- かなり下の方の佐藤ヒロシ（弟）（山野りんりん）：2013年6月号 - 2013年9月号
- 童貞おスナック「三千代」（東陽片岡）：2013年6月号 - 2013年9月号
- バージンコンプレックス（琴葉とこ）：2013年6月号 - 2013年9月号
- ハード・ナード・ダディ －働け!オタク!!－（環望）：2013年6月号 - 2013年11月号
- たわまん（ポン貴花田）：2013年6月号 - 2014年5月号
- 百万畳ラビリンス（たかみち）：2013年6月号 - 2015年4月号
- モテるマンガ（原作：ゆうきゆう、作画：ソウ）：2013年6月号 - 2014年8月号、2015年11月号 - 2017年7月号
- 御社が第一志望です!（さんりようこ）：2013年7月号 - 2013年9月号
- 正しくない恋愛のススメ（東雲龍）：2013年7月号 - 2014年1月号
- さくらデバイス（吉富昭仁）：2013年7月号 - 2014年11月号
- カンタン・キス（六道神士）：2013年10月号 - 2014年10月号
- 夢で逢いましょう（ジェームスほたて）：2013年10月号 - 2015年5月号
- ボクのキレイな人だから（美波リン）：2013年11月号 - 2015年12月号
- 上野カンナの発情研究室（井上よしひさ）：2013年12月号 - 2014年10月号
- 純愛とろとりっぷ（小鳩ねねこ）：2013年12月号 - 2015年6月号

#### 2014年以降の『ヤングコミック』
以下は2014年1月号以降の『ヤングコミック』にて開始された作品。
- いちばんのこい（桃之助）：2014年1月号 - 2014年4月号 ※短期集中連載
- 十畳二間彼女（大朋めがね）：2014年1月号 - 2015年2月号
- 俺の彼女が×××を期待していて正直困る（秋★枝）：2014年1月号 - 2014年7月号
- ウチのムスメに手を出すな!（環望）：2014年2月号 - 2015年6月号
- えすぱる! 超・能力開発研究部（仮）レポート（五月五日）：2014年2月号 - 2019年3月号
- 隣人たちに捧げる歌曲集（山崎かずま）：2014年3月号 - 2015年3月号
- 壊れていてもかまいません（あらた伊里）：2014年6月号 - 2016年5月号
- 表4子ちゃん（榎本俊二）：2014年6月号 - 2015年12月号
- 彼女が俺を好きな理由（今村陽子）：2014年7月号 - 2015年1月号
- BOX! パンドラデイズ（佐伯）：2014年7月号 - 2016年7月号
- 三十路おとめとモテはたち（甘詰留太）：2014年8月号 - 2017年8月号
- 酩酊すみれさん。（中村モリス）：2014年8月号 - 2017年3月号
- とうめい色糸電話（つきのおまめ）：2014年9月号 - 2016年5月号 ※隔月連載
- ふたりとひとりの恋愛攻略（東雲龍）：2014年9月号 - 2016年1月号
- マンガで分かる肉体改造（原作 ゆうきゆう、作画 ソウ）：2014年9月号 - 2015年10月号
- おかえり、ただいま、また明日（桃月すず）：2014年11月号 - 2016年5月号
- 温泉卓球☆コンパニオンズ!（えむあ）：2014年11月号 - 2016年10月号
- 姉と修羅（小野寺浩二）：2014年12月号 - 2015年11月号
- ララぱらふぃりあ（小乃ヒロキ）：2015年5月号 - 2016年10月号
- 淑女、悪魔につき。（大朋めがね）：2015年6月号 - 2016年5月号
- おとなのオモチャ（花見沢Q太郎）：2015年8月号 - 2016年4月号
- たそがれ橋駅前 おもかげ食堂（ジェームスほたて）：2015年8月号 - 2016年10月号
- こもらしちゃん（ジョポジョリン）：2015年9月号 - 2017年8月号
- 肉女のススメ（小鳩ねねこ）：2015年10月号 - 2018年9月号
- 敏感アイドルと快感ゴースト（クリムゾン）：2015年12月号 - 2016年12月号
- お嬢様とボクのかわいいお姫様（美波リン）：2016年2月号 - 2017年3月号
- ここではないどこかへ ―with me?―（艶々）：2016年3月号 - 2016年7月号 ※『ヤングキング』から移籍、あわせて「―with me?―」から改題
- 死んじゃうくらいの快楽を（東雲龍）：2016年4月号 - 2017年12月号
- 遠藤靖子は夜迷町に隠れてる（FLOWERCHILD）：2016年6月号 - 2018年1月号
- ミエタミエナイセカイ（原作：オクショウ、作画：綾杉つばき）：2016年8月号 - 2017年10月号
- ふたりのおうち（艶々）：2016年9月号 - 2019年5月号
- ブラックリリィと白百合ちゃん（鳳まひろ）：2016年11月号 - 2018年9月号
- ポテン・ヒット・ガール（丸顔めめ）：2017年1月号 - 2018年11月号
- 従姉妹のお姉さんは家事ができない（カタセミナミ）：2017年2月号 - 2019年6月号 ※隔月連載
- グリーングリーン（美波リン）：2017年6月号 - 2018年1月号
- リリィシステム（吉富昭仁）：2017年7月号 - 2019年3月号
- しっくすぱっく!（イコール）：2017年9月号 - 2019年1月号
- ほろ酔い! 物産館ツアーズ（パリッコ）：2017年9月号 - 2019年2月号
- マンガで分かる 愛される心理術（原作：ゆうきゆう、作画：ソウ）：2017年9月号 - 2018年3月号
- キミに最高の人生を（ジェームスほたて）：2017年10月号 - 2018年11月号
- まおう城!キンダーガーデン（高津ケイタ）：2017年11月号 - 2019年4月号
- とどのつまりの有頂天（あらた伊里）：2018年1月号 - 2019年4月号 ※「マンガDX」へ移籍
- Only Love Hurts（原案：O.L.H.（a.k.a. 面影ラッキーホール）、漫画：村生ミオ）：2018年2月号 - 2019年2月号
- ミックス。（東雲龍）：2018年3月号 - 2018年10月号
- うちの妹は顔真っ赤。（すおしろ）：2018年6月号 - 2019年2月号
- キミノカオリ（小夏ゆーた）：2018年7月号 - 2018年11月号 ※短期集中連載
- ゆうきゆう式ストレスクリニック（原作：ゆうきゆう、作画：EDO）：2018年8月号 - 2019年3月号 ※「マンガDX」へ移籍
- 弁天橋南商店街女子プロレス!!（タカスギコウ）：2018年12月号 - 2020年5月号
- はめドル!（東雲龍）：2019年1月号 - 2021年3月号
- ドツボの地味子ちゃん（吉沢雅）：2019年2月号 - 2020年4月号
- ヴィーナスカント（佐野タカシ）：2019年3月号 - 2019年8月号
- ヤンキー娘になつかれて今年も受験に失敗しそうです（ジェームスほたて）：2019年4月号 - 2022年4月号
- ろーかる〜ぬめりのレコンギスタ〜（大見武士）：2019年5月号 - 2019年5月号
- 7こ差の事情（こうきくう）：2019年5月号 - 2019年12月号
- 女だって時間停止できるんだからっ!（さんりようこ）：2019年6月号 - 2021年1月号
- エロ漫の星 補習編（金平守人）：2019年7月号 - 2020年5月号
- 出戻り館のセバスチャン（かたやままこと）：2019年7月号 - 2020年9月号
- たまつき事後物件（RAYMON）：2019年8月号 - 2020年8月号
- 魔女ノ湯（堀博昭）：2019年9月号 - 2020年11月号
- はじめて尽しのえまぐらし（なぎはしここ）：2019年9月号 - 2021年3月号
- 眼鏡さんは塩対応（zen9）：2019年10月号 - 2020年9月号
- 蕩-tou-（佐野タカシ）：2019年10月号 - 2020年3月号
- ゾンビだらけのこの世界ではセックスしないと生き残れない（実倉なる）：2019年12月号 - 2023年2月号
- ゼッタイ良縁！くくり博士はめとらせたい（大沢ういち）：2020年1月号 - 2021年1月号
- 霧島絵美さまの新人教育（浅ひるゆう）：2020年4月号 - 2020年11月号
- 少年画報社版 人物日本の歴史 三峯徹（漫画：金平守人、監修：稀見理都）：2020年6月号 - 2022年11月号
  - とおる道（金平守人）：2022年12月号 - 2023年5月号
- K -keiko-（佐野タカシ）：2020年7月号 - 2020年12月号
- 潔癖女王のヤリ返し（蛇光院三郎）：2020年7月号 - 2021年2月号
- いいわけも出来ない 〜姉彼〜（水島空彦）：2020年9月号 - 2022年5月号
- 無味無臭の彼女（みたくるみ）：2021年1月号 - 2021年9月号
- スカートの裾掴むボクの手が今も震えてるのは……。（佐野タカシ）：2021年2月号 - 2022年3月号
- ナナの裏ドル活動（ぷらぱ）：2021年3月号 - 2021年10月号
- 柊部長のパンストライン（ウシハシル）：2021年3月号 - 2024年2月号[23]
- おねーさんが侵略中!?（さんりようこ）：2021年4月号 - 2024年11月号
- ツボネノツバメ（zen9）：2021年4月号 - 、 - 2023年6月号（セカンドシーズン完[24]）、2023年8月号 - 2024年8月号
- 元女勇者35才（蛇光院三郎）：2021年5月号 - 2022年2月号
- まぐわい部屋の管理人さん（東雲龍）：2021年6月号 - 2024年3月号[25]
- まあやの トキメキ メイドヰズム（なぎはしここ）：2021年9月号 - 2023年6月号
- けろよい! 新潟弁酒場（花見沢Q太郎）：2021年11月号 - 2024年5月号
- 淫魔乙女の胸のうち（ぷらぱ）：2022年2月号 - 2022年9月号
- 神様、やりすぎです♥（速野悠二）：2022年3月号 - 2022年9月号
- 義父と。-Bitter&Sweet-（桂よしひろ）：2022年4月号 - 2022年9月号
- 妻は夜鷹か夜雀か（佐野タカシ）：2022年5月号 - 2024年11月号
- 炎竜姫の楽園（蛇光院三郎）：2022年7月号 - 2023年4月号
- いただきDeep Drops（朝日暁音）：2022年8月号 - 2023年3月号
- 裏ギリ愛（ぷらぱ）：2022年12月号 - 2023年11月号
- 喰われたがりの赤ずきん（清水ひかつ）：2022年12月号 - 2025年1月号
- 研究ばっかしてたら馬鹿になる。（速野悠二）：2023年1月号 - 2023年7月号
- 淫キャ彼女185センチ（友永ケンジ）：2023年5月号 - 2023年11月号 ※シリーズ読み切り[26]
- 百合カップルに割って入ってしまった僕は（浅ひるゆう）：2023年6月号 - 2023年12月号
- 童貞絵師の異世界ファッション革命（朝日暁音）：2023年8月号 - 2024年12月号
- マフラーちゃんの迷妄（原玉蕨）：2023年8月号 - 2024年10月号 ※読み切り[27]→シリーズ連載[28]
- マコトと真琴（無有利安）：2023年9月号 - 2024年11月号
- くっころ騎士の快適虜囚生活（蛇光院三郎）：2023年10月号 - 2024年8月号
- 大正夜伽浪漫〜金曜日の花嫁〜（速野悠二）：2023年11月号 - 2025年1月号
- シリーズ-牝蜜-（佐野タカシ）：2024年4月号 - 2025年1月号 ※連作[29]
- お前の眼鏡は間違っている！（小野寺浩二）：2024年6月号 - 2025年4月号 ※連作シリーズ[30]

### 連載時期詳細不明

#### 劇画誌時代
以下は1967年の創刊から1984年の休刊までに『ヤングコミック』に掲載された作品。「掲載年」「掲載号数」が不明な項目については「?」で表示。
- マスコミゲリラ（原作 東史朗、作画 長谷川法世）：1974年 - 1982年
- 高校四年（バロン吉元）：1976年 - 1978年
- ぜいろく学生道（どおくまんプロ）：1982年 - 1983年

#### 成年漫画誌時代
以下は1990年のリニューアル創刊後に『ヤングコミック』に掲載された作品。「掲載年」「掲載号数」が不明な項目については「?」で表示。
- クライマックス（原作 武田正敏、作画 土山しげる）：1992年?（※単行本全2巻は1992年3月・同年9月の発売）
- ちょっとだけよ（山田こうすけ）：1992年? - 1997年?（※単行本全8巻は1992年から1997年の発売）
- 早くちょうだい!!（坂本しゅうじ）：1992年? - 1995年?（※単行本全3巻は1992年から1995年の発売）
- わがままブーケ（かわもりみさき）：2000年?
- えりこクン、お茶!（さんりようこ）：2000年? - 2003年?
- BOMBER GIRL CRASH!（にわのまこと）：2000年? - ?※不定期連載（※単行本全3巻は2001年11月・2002年11月・2003年10月の発売）
- 僕だけのアイドル（川本貴裕）：2004年4月号 - 2005年?

## 映像化作品
| 作品                 | 発売年        | アニメーション制作 | 備考           |
| -------------------- | ------------- | ------------------ | -------------- |
| ファミレス戦士プリン | 2004年-2005年 | ビックウィング     | アダルトアニメ |
| 気になるルームメイト | 2005年        | スタジオテン       | アダルトアニメ |

| 作品           | 公開年                 | 配給 | 備考                                                             |
| -------------- | ---------------------- | ---- | ---------------------------------------------------------------- |
| 御用牙         | 1972年（第1作）        | 東宝 |                                                                  |
| 御用牙         | 1973年（第2作）        | 東宝 |                                                                  |
| 御用牙         | 1974年（第3作）        | 東宝 |                                                                  |
| しなの川       | 1973年                 | 松竹 |                                                                  |
| 天使のはらわた | 1972年（第1作）        | 日活 | ロマンポルノ。これらの他にキャラクターのみ登場する作品が複数ある |
| 天使のはらわた | 1979年（第2作・第3作） | 日活 | ロマンポルノ。これらの他にキャラクターのみ登場する作品が複数ある |
| 天使のはらわた | 1981年（第4作）        | 日活 | ロマンポルノ。これらの他にキャラクターのみ登場する作品が複数ある |
| 天使のはらわた | 1988年（第5作）        | 日活 | ロマンポルノ。これらの他にキャラクターのみ登場する作品が複数ある |
| 天使のはらわた | 1994年（第6作）        | 日活 | ロマンポルノ。これらの他にキャラクターのみ登場する作品が複数ある |

## 発行部数
- 2011年（2010年10月1日 - 2011年9月30日） - 100,000部（公称部数）[31]
- 2012年（2011年10月1日 - 2012年9月30日） - 100,000部（公称部数）[32]
- 2013年（2012年10月1日 - 2013年9月30日） - 080,000部（公称部数）[33]
- 2014年（2013年10月1日 - 2014年9月30日） - 050,000部（公称部数）[34]

## その他
- 特別増刊号として『COMICキャラフル』がある（ただし「ヤングキング増刊」扱い）。2006年にvol.1が発行され[35][36]、2007年にVol.2が発行された[37][38][39]。

- 2010年には創刊21周年記念月間として「白い液体が封入された定規」が3号連続で付録。
  - 2010年8月号：天使のマシュマロ - ポン貴花田[40]
  - 2010年9月号：月刊 哀川編集長 - 大見武士[41]
  - 2010年10月号：愛恋千鳥 - ジェームスほたて[42]

- 2011年には新生活応援記念として「白い液体が封入されたパスケース」が付録。
  - 2011年5月号：月刊 哀川編集長 - 大見武士[43]